# Gnophos sartaria
Gnophos sartaria là một loài bướm đêm trong họ Geometridae.